# Айваседапур
Айваседапу́р (устар. Айваседа-Пур) — река в России, протекает по территории Пуровского района Ямало-Ненецкого автономного округа. Длина реки — 178 км. Площадь водосборного бассейна — 26 100 км². Средний расход воды — 260 м³/с.
Правая образующая реки Пур, сливается с Пякупуром около города Тарко-Сале. Образована слиянием рек Етыпур и Еркалнадейпур.
Питание реки преимущественно снеговое, 280 км от устья судоходны.

## Притоки
- 13 км: Етуяха
- 19 км: Куйкумарре-Яха
- 22 км: Якунемеяха (длина 64 км)
- 24 км: протока без названия
  - 7 км: Отоматлыяха
- 34 км: Ёсереяха
- 51 км: Янатъяха
- 64 км: Етуеган
- 74 км: Апэйюнатейяха
- 76 км: Коодъяха
- 78 км: Дягиеган
- 85 км: Евакояха
- 94 км: Харампур (длина 320 км)
- 112 км: Пайсята
- 117 км: Етуяха
- 125 км: Комтыяха
- 150 км: река без названия
- 150 км: Ныбияха (длина 88 км)
- 162 км: река без названия
- 167 км: Хадутейпур (длина 188 км)
- 178 км: Етыпур (длина 267 км)
- 178 км: Еркалнадейпур (длина 423 км)

## Данные водного реестра
По данным государственного водного реестра России относится к Нижнеобскому бассейновому округу, водохозяйственный участок реки — Пур. Речной бассейн реки — Пур.

## Гидроним
Пур — название принимающей реки, Айваседа — название её левой составляющей. Образовано русской адаптацией ненецкого Нгэвасяда («безголовые»), названия одного из родов лесных ненцев, живших на этой реке. В целом может быть осмыслено как «Пур рода Айваседа».